# Liberty Township (comté de Buchanan, Iowa)
Pour les articles homonymes, voir Liberty Township.
Liberty Township est un township, du comté de Buchanan en Iowa, aux États-Unis,. Le township est fondé en 1847 :  à l'époque le township est plus étendu. Sa superficie est réduite à sa taille actuelle en 1858.

### Source de la traduction
- (en) Cet article est partiellement ou en totalité issu de l’article de Wikipédia en anglais intitulé « Liberty Township, Buchanan County, Iowa » (voir la liste des auteurs).